# Isabelle de Limeuil
Isabeau de la Tour, dame de Limeuil, née vers 1535 à Limeuil, du mariage, en 1531, de Gilles de La Tour, baron de Limeuil (fils cadet d'Antoine de la Tour vicomte de Turenne et d'Antoinette de Pons de Turenne), et de Marguerite de la Cropte, dame de Lanquais. Elle est la sœur d'Antoinette de La Tour de Limeuil, femme de Charles-Robert de La Marck comte de Braine. Elle décède à Paris le 25 mars 1609 et est inhumée à Chaumont-sur-Loire le 1er avril.

## Biographie

### Une jeunesse tumultueuse
Appelée à la cour comme demoiselle d'honneur de la reine Catherine de Médicis dont elle était une cousine éloignée au cinquième degré (les deux femmes étaient issues de la famille De La Tour d'Auvergne), Isabelle de Limeuil était d'une grande beauté selon ses contemporains. Elle est réputée avoir été un des fleurons du fameux "escadron volant", lequel était constitué de demoiselles de compagnie de la reine mère, toutes de très bonne famille, belles et cultivées. Nombre d'entre elles auraient été chargées d’espionner, de soutirer des confidences, voire de manipuler, pour le compte de Catherine de Médicis, des personnages importants du royaume ou des ambassadeurs étrangers. Des fêtes auraient été organisées avec ces femmes galantes. 
Isabelle de Limeuil aurait été successivement la maîtresse de Claude d'Aumale (troisième fils du duc de Guise, Claude de Lorraine) puis de Florimont Robertet II (petit-neveu du premier Florimont Robertet qui fut le trésorier et l'ami de François Ier). Il est à noter que Florimont II était déjà secrétaire d'Etat à l'âge de 26 ans, mais surtout était une "créature" des Guise, dont il était un des proches et auxquels il devait son ascension si rapide dans les hautes sphères du pouvoir. Pour Isabelle de Limeuil, le choix de ces deux amants (Aumale et Robertet) ne fut probablement pas un hasard : on peut supposer que Catherine de Médicis l'aurait chargée de s'introduire, "par tous moyens de son choix", dans l'entourage des Guise afin de lui rendre compte de ce qui s'y déroulait.

### Liaison avec le prince de Condé
C'est peut-être "sur ordre" de la reine Catherine qu'elle devint aussi, vers 1562, la maîtresse de Louis Ier de Bourbon prince de Condé (qui était frère du roi consort de Navarre, Antoine de Bourbon et donc l'oncle du futur roi Henri IV). Isabelle avait alors 27 ans et était une des plus séduisantes demoiselles de la cour. Condé en devint fort épris. Cette liaison aurait eu pour but de détourner le prince de Condé de son rôle de chef des troupes huguenotes. 
En 1564, Condé perdit sa première épouse Eléonore de Roye, année où naquit un fils illégitime de sa liaison avec Isabelle de Limeuil. Cette naissance produisit grand bruit à la cour car elle se déroula lors d’un déplacement de la reine à Lyon (arrivée le 9 juin 1564), et ne put ainsi être cachée. Écartée par la reine qui montra sa réprobation, elle fut envoyée un temps au couvent des Cordelières d’Auxonne avant d'être finalement libérée.
Le prince de Condé se désintéressa par la suite d'Isabelle ainsi que de leur enfant, car il souhaitait se remarier après son veuvage. Or Isabelle n'était pas d'une noblesse suffisamment élevée pour devenir la seconde épouse du prince Louis Ier de Condé qui était un descendant du roi Saint Louis et également le  beau-frère de la reine de Navarre, Jeanne d'Albret, elle-même nièce du défunt roi François Ier… En outre, les chefs huguenots ne tenaient pas à ce que le prince épouse une catholique, Isabelle, et préconisaient une alliance avec une protestante. Délaissant définitivement Isabelle de Limeuil, il épousa donc en 1565 Françoise d'Orléans-Longueville, de très haute noblesse, fort belle femme et protestante.
Isabelle de Limeuil ne pardonna jamais à son ancien amant. Quand ce dernier fut assassiné en 1569, à Triac à la fin de la bataille de Jarnac, Isabelle vint contempler le corps qui avait été exposé sur une table au Château de Jarnac. Elle n'eut qu'un seul mot envers Condé : " Enfin !"

### Madame de Sardiny
Entretemps, Isabelle de Limeuil avait épousé, en 1567, le richissime financier italien de Catherine de Médicis, Scipion Sardini qui avait neuf ans de plus qu'elle. Il lui fallait bien mettre terme à cette vie mouvementée qui causait quelque scandale et donc, comme l'écrivit jadis Guy Breton, Isabelle "fit une fin".  Si ce mariage apparaît plutôt dicté par la raison (Isabelle était une fille qui avait "fauté" et ne pouvait plus prétendre à un beau parti de haute naissance), il n’en confirme pas moins que la position de dame de confiance d'Isabelle auprès de la reine fut de courte durée. Dans ce mariage, on peut voir, l'entremise  - "la patte" - de la reine mère qui faisait d'une pierre deux coups : elle récompensait son fidèle Sardini qui épousait ainsi une des plus belles femmes de son temps et sa cousine Isabelle était enfin "casée".  Scipion Sardini était à cette époque l'un des hommes les plus riches de France. La monarchie lui avait également affermé la perception de certains impôts (charge extrêmement lucrative qui sera tenue un peu plus tard par les fameux fermiers généraux). Son union avec Isabelle lui apportait la certitude, pour ses enfants à naître, d'appartenir, par leur mère, à une vieille et authentique noblesse. 
Désormais, Isabelle de Limeuil devint Madame de Sardiny (Scipion, qui avait été anobli par Charles IX, avait francisé son nom et bénéficiait d'armoiries parlantes représentant des sardines d'argent sur fond d'azur). 
Le couple acheta en 1600 le château de Chaumont-sur-Loire (qui avait précédemment appartenu à Catherine de Médicis puis à Diane de Poitiers et enfin au petit-cousin d'Isabelle, le vicomte de Turenne Henri de La Tour d'Auvergne). Isabelle de Sardiny ajouta désormais à son nom les titres de baronne de Chaumont et de vicomtesse de Buzancy (autre terre et château que possédait son mari).
Mais le couple vécut la plupart du temps à Paris, notamment dans leur hôtel particulier, l'hôtel Scipion, situé au 13 de la rue Scipion (du prénom de Sardini) dans le 5e arrondissement de Paris. 
Isabelle et Scipion moururent tous deux en 1609, elle à 74 ans et lui à l'âge de 83 ans.
Plusieurs enfants naquirent de cette union dont :
- Nicolas Sardini (?), seigneur de Prunay
- Alexandre-Paul Sardini (1574, 1645), baron de Chaumont-sur-Loire, Vicomte de Buzancy en 1609
- Paul Sardini (?, 1667), mêmes titres à la mort de son frère.
- Madeleine Sardini, épouse de Jacques de Roffignac, seigneur de Couzages, d’où postérité (Marguerite de Roffignac)

## Postérité littéraire
Honoré de Balzac la cite plusieurs fois dans un conte satirique : la Chière nuictée d'amour, dont son mari Scipion Sardini un des personnages principaux. (recueil Les Cent Contes drolatiques 1832 à 1837).

« Alors que, au matin, ung chascun quitta la chambre de la Royne-mère, où toutavoyt esté moyenne, monseigneur Sardini, ne mettant point l’amour de sa bourgeoyse en oubly,-quoique lors il feust féru griefve- ment de la belle Limeuil, fille appartenant à la Royne-mère, et sa parente par la maison de la Tour de Turenne, demanda pourquoy le bon Iudas avoyt esté mis en caige. »

« Mais il avoyt néantmoins esté si rai- geusement estrainct, maltraicté, piétiné, escharbotté par le mary, que il ne feit point de vieulx os, et feut veufve en son printemps la belle Limeuil. »

Isabelle de Limeuil est également une des protagonistes de Sur Catherine de Médicis, souvent citée comme « la belle Mademoiselle de Limeuil », de parenté lointaine avec Catherine de Médicis, descendante de la branche aînée de la maison de la Tour d'Auvergne par sa mère de Madeleine de la Tour d'Auvergne, tandis qu'Isabelle de Limeuil descendait d'une des branches cadettes,.
Elle joue un rôle secondaire dans la série "La guerre des trois Henri" de Jean d'Aillon.